# Мунтеле-Рече
Мунтеле-Рече (рум. Muntele Rece) — село у повіті Клуж в Румунії. Входить до складу комуни Мегурі-Рекетеу.
Село розташоване на відстані 328 км на північний захід від Бухареста, 28 км на південний захід від Клуж-Напоки.

## Населення
За даними перепису населення 2002 року у селі проживали 602 особи, з них 601 особа (99,8%) румунів. Рідною мовою 601 особа (99,8%) назвала румунську.